# Coupe d'Asie féminine espoirs de hockey sur gazon 2024
Navigation
Kakamigahara 2023 2026
La Coupe d'Asie féminine espoirs de hockey sur gazon 2024 se déroule à Mascate à Oman du 7 au 15 décembre 2024.

## Équipes qualifiées
Les cinq meilleures équipes de la Coupe d'Asie espoirs 2023 et les cinq meilleures équipes de la Coupe AHF espoirs 2024 prennent part à la compétition,,.
| Compétition               | Dates             | Lieu         | Quotas | Qualifiés                                               |
| ------------------------- | ----------------- | ------------ | ------ | ------------------------------------------------------- |
| Coupe d'Asie espoirs 2023 | 3 - 11 juin 2023  | Kakamigahara | 5      | Inde Corée du Sud Japon Chine Malaisie                  |
| Coupe AHF espoirs 2024    | 15 - 23 juin 2024 | Singapour    | 5      | Taipei chinois Bangladesh Thaïlande Sri Lanka Hong Kong |
| Total                     | Total             | Total        | 10     |                                                         |

## Premier tour
Légende:
- Demi-finales
- Demi-finales pour la 5e place
- Match pour la 9e place

### Déroulement
Les dix équipes qui sont réparties en deux groupes de cinq équipes concourent pour cinq places à la Coupe du monde espoirs 2025. Le format est celui d'un tournoi toutes rondes : chaque équipe joue un match contre les quatre autres équipes du même groupe.
À la fin du premier tour, les deux premiers de chaque groupe se qualifient pour les demi-finales, le troisième et le quatrième de chaque groupe se qualifient pour les demi-finales pour la 5e place, et le dernier de chaque groupe s'affrontent en match pour la 9e place. En plus de leur qualification pour les demi-finales, les deux premiers de chaque groupe se qualifiennt également pour la Coupe du monde espoirs 2025,.
Le calendrier des matchs est dévoilé le 12 octobre 2024.

### Poule A
| Rang | Équipe     | Pts | J | G | N | P | Bp | Bc | Diff |  | Résultats  |  |     |     |     |      |
| ---- | ---------- | --- | - | - | - | - | -- | -- | ---- |  | ---------- |  | --- | --- | --- | ---- |
| 1    | Chine      | 12  | 4 | 4 | 0 | 0 | 33 | 1  | +32  |  | Inde T     |  | 1-2 | 5-0 | 9-0 | 13-1 |
| 2    | Inde T     | 9   | 4 | 3 | 0 | 1 | 28 | 3  | +25  |  | Chine      |  |     | 4-0 | 8-0 | 19-0 |
| 3    | Malaisie   | 6   | 4 | 2 | 0 | 2 | 9  | 10 | -1   |  | Malaisie   |  |     |     | 3-0 | 6-1  |
| 4    | Thaïlande  | 3   | 4 | 1 | 0 | 3 | 2  | 21 | -19  |  | Thaïlande  |  |     |     |     | 2-1  |
| 5    | Bangladesh | 0   | 4 | 0 | 0 | 4 | 3  | 40 | -37  |  | Bangladesh |  |     |     |     |      |

| Match 1               | Chine | 19 - 0   | Bangladesh |                                            |                                            |
| 7 décembre 2024 12h15 | Tan J.Z. 2e · Wang L.H. 4e, 25e, 26e, 47e · Ma X.Y. 5e · Liang W.Z. 7e, 39e · Hao G.T. 9e, 26e, 33e, 41e, 55e · Liu T.J. 10e · Zou L.Z. 29e, 34e · Li J.G. 53e · Lei J.J. 54e · Zeng X.L. 59e | (10 - 0) |            | Arbitrage : Shivani Sharma Shahiela Johari | Arbitrage : Shivani Sharma Shahiela Johari |
| 7 décembre 2024 12h15 | Rapport |          |            | Arbitrage : Shivani Sharma Shahiela Johari | Arbitrage : Shivani Sharma Shahiela Johari |

| Match 2               | Malaisie                                | 3 - 0   | Thaïlande |                                   |                                   |
| 7 décembre 2024 14h30 | Azureen 9e · Syahirah 31e · Nazihah 54e | (1 - 0) |           | Arbitrage : Jang Heesun Rinky See | Arbitrage : Jang Heesun Rinky See |
| 7 décembre 2024 14h30 | Rapport                                 |         |           | Arbitrage : Jang Heesun Rinky See | Arbitrage : Jang Heesun Rinky See |

| Match 5               | Chine | 8 - 0   | Thaïlande |                                                  |                                                  |
| 8 décembre 2024 12h15 | Li J.G. 23e · Ma X.J. 34e · Tan J.Z. 39e · Wang L.H. 40e · Ma X.Y. 42e · Lang W.Z. 47e · Zou L.Z. 55e · Feng Q.M. 59e | (1 - 0) |           | Arbitrage : Khamis Al Balushi Shiroma Athurupana | Arbitrage : Khamis Al Balushi Shiroma Athurupana |
| 8 décembre 2024 12h15 | Rapport |         |           | Arbitrage : Khamis Al Balushi Shiroma Athurupana | Arbitrage : Khamis Al Balushi Shiroma Athurupana |

| Match 8               | Inde | 13 - 1  | Bangladesh |                                                   |                                                   |
| 8 décembre 2024 19h00 | Deepika 7e, 20e, 55e · Manisha 10e · Kanika 12e, (2x)51e · Mumtaz 27e, 32e, 53e, 58e · Beauty 33e · Sakshi 43e | (5 - 1) | 12e Orpita | Arbitrage : Mazin Al-Shukaili Wassana Pankemthong | Arbitrage : Mazin Al-Shukaili Wassana Pankemthong |
| 8 décembre 2024 19h00 | Rapport |         |            | Arbitrage : Mazin Al-Shukaili Wassana Pankemthong | Arbitrage : Mazin Al-Shukaili Wassana Pankemthong |

| Match 10              | Malaisie | 0 - 5   | Inde                                               |                                         |                                         |
| 9 décembre 2024 19h00 |          | (0 - 0) | 32e Vaishnavi · 37e, 39e, 48e Deepika · 38e Kanika | Arbitrage : Binish Hayat Minami Inamoto | Arbitrage : Binish Hayat Minami Inamoto |
| 9 décembre 2024 19h00 | Rapport  |         |                                                    | Arbitrage : Binish Hayat Minami Inamoto | Arbitrage : Binish Hayat Minami Inamoto |

| Match 12               | Thaïlande       | 2 - 1   | Bangladesh |                                          |                                          |
| 10 décembre 2024 19h00 | Sudarat 3e, 31e | (1 - 1) | 12e Nadira | Arbitrage : Rinky See Shiroma Athurupana | Arbitrage : Rinky See Shiroma Athurupana |
| 10 décembre 2024 19h00 | Rapport         |         |            | Arbitrage : Rinky See Shiroma Athurupana | Arbitrage : Rinky See Shiroma Athurupana |

| Match 15               | Bangladesh | 1 - 6   | Malaisie                                                      |                                             |                                             |
| 11 décembre 2024 16h45 | Orpita 49e | (0 - 2) | 8e, 30e, 41e Zati · 44e Adawiyah · 45e Azureen · 53e Syakirah | Arbitrage : Mazin Al-Shukaili Sharne Mayers | Arbitrage : Mazin Al-Shukaili Sharne Mayers |
| 11 décembre 2024 16h45 | Rapport    |         |                                                               | Arbitrage : Mazin Al-Shukaili Sharne Mayers | Arbitrage : Mazin Al-Shukaili Sharne Mayers |

| Match 16               | Chine                        | 2 - 1   | Inde        |                                        |                                        |
| 11 décembre 2024 19h00 | Tan J.Z. 32e · Wang L.H. 42e | (0 - 0) | 56e Deepika | Arbitrage : Jang Heesun Minami Inamoto | Arbitrage : Jang Heesun Minami Inamoto |
| 11 décembre 2024 19h00 | Rapport                      |         |             | Arbitrage : Jang Heesun Minami Inamoto | Arbitrage : Jang Heesun Minami Inamoto |

| Match 19               | Malaisie | 0 - 4   | Chine                                          |                                        |                                        |
| 12 décembre 2024 16h45 |          | (0 - 2) | 4e, 17e Hao G.T. · 49e Lei J.J. · 54e Tan J.Z. | Arbitrage : Binish Hayat Sharne Mayers | Arbitrage : Binish Hayat Sharne Mayers |
| 12 décembre 2024 16h45 | Rapport  |         |                                                | Arbitrage : Binish Hayat Sharne Mayers | Arbitrage : Binish Hayat Sharne Mayers |

| Match 20               | Inde                                                                            | 9 - 0   | Thaïlande |                                                  |                                                  |
| 12 décembre 2024 19h00 | Sakshi 17e · Kanika 23e, 25e, 40e · Lalrinpuii 27e · Deepika 28e, 31e, 35e, 55e | (5 - 0) |           | Arbitrage : Mazin Al-Shukaili Shiroma Athurupana | Arbitrage : Mazin Al-Shukaili Shiroma Athurupana |
| 12 décembre 2024 19h00 | Rapport                                                                         |         |           | Arbitrage : Mazin Al-Shukaili Shiroma Athurupana | Arbitrage : Mazin Al-Shukaili Shiroma Athurupana |

### Poule B
| Rang | Équipe         | Pts | J | G | N | P | Bp | Bc | Diff |  | Résultats      |  |     |     |      |      |
| ---- | -------------- | --- | - | - | - | - | -- | -- | ---- |  | -------------- |  | --- | --- | ---- | ---- |
| 1    | Japon          | 12  | 4 | 4 | 0 | 0 | 38 | 0  | +38  |  | Corée du Sud   |  | 0-4 | 7-2 | 12-0 | 10-0 |
| 2    | Corée du Sud   | 9   | 4 | 3 | 0 | 1 | 29 | 6  | +23  |  | Japon          |  |     | 6-0 | 13-0 | 15-0 |
| 3    | Taipei chinois | 6   | 4 | 2 | 0 | 2 | 14 | 13 | +1   |  | Taipei chinois |  |     |     | 7-0  | 5-0  |
| 4    | Hong Kong      | 3   | 4 | 1 | 0 | 3 | 2  | 32 | -30  |  | Hong Kong      |  |     |     |      | 2-0  |
| 5    | Sri Lanka      | 0   | 4 | 0 | 0 | 4 | 0  | 32 | -32  |  | Sri Lanka      |  |     |     |      |      |

| Match 3               | Japon | 15 - 0  | Sri Lanka |                                   |                                   |
| 7 décembre 2024 16h45 | Ha. Saito 3e, 6e, 53e · Yoshida 5e, 35e, 53e · Hayasuke 18e, 19e, 42e · Hamaguchi 22e, 28e · Maruyama 26e, 48e, 57e · Wakasa 57e | (8 - 0) |           | Arbitrage : Binish Hayat Qiu Fang | Arbitrage : Binish Hayat Qiu Fang |
| 7 décembre 2024 16h45 | Rapport |         |           | Arbitrage : Binish Hayat Qiu Fang | Arbitrage : Binish Hayat Qiu Fang |

| Match 4               | Taipei chinois                                                           | 7 - 0   | Hong Kong |                                          |                                          |
| 7 décembre 2024 19h00 | Fan H.Y. 9e, 13e · Wang Y.C. 26e, 48e · Lai Y.H. 29e, 46e · Zhu Y.C. 55e | (4 - 0) |           | Arbitrage : Sharne Mayers Minami Inamoto | Arbitrage : Sharne Mayers Minami Inamoto |
| 7 décembre 2024 19h00 | Rapport                                                                  |         |           | Arbitrage : Sharne Mayers Minami Inamoto | Arbitrage : Sharne Mayers Minami Inamoto |

| Match 6               | Corée du Sud                                                                                        | 10 - 0  | Sri Lanka |                                        |                                        |
| 8 décembre 2024 14h30 | Sin H.J. 6e, 9e, 19e · Park S.Y. 33e, 53e · Kang Y.M. 48e, 52e · Choi J.Y. 50e, 51e · Park Y.G. 55e | (3 - 0) |           | Arbitrage : Shahiela Johari Liu Yuchen | Arbitrage : Shahiela Johari Liu Yuchen |
| 8 décembre 2024 14h30 | Rapport                                                                                             |         |           | Arbitrage : Shahiela Johari Liu Yuchen | Arbitrage : Shahiela Johari Liu Yuchen |

| Match 7               | Japon | 13 - 0  | Hong Kong |                                        |                                        |
| 8 décembre 2024 16h45 | Ha. Saito 7e, 30e, 43e · Hayasuke 9e, 37e, 38e · Hiramitsu 11e · Takahashi 13e · Kawaguchi 17e · Egashira 42e, 59e · Hamaguchi 54e · Matsui 55e | (6 - 0) |           | Arbitrage : Jang Heesun Shivani Sharma | Arbitrage : Jang Heesun Shivani Sharma |
| 8 décembre 2024 16h45 | Rapport |         |           | Arbitrage : Jang Heesun Shivani Sharma | Arbitrage : Jang Heesun Shivani Sharma |

| Match 9               | Taipei chinois               | 2 - 7   | Corée du Sud                                                     |                                    |                                    |
| 9 décembre 2024 16h45 | Fan H.Y. 2e · Huang Y.T. 29e | (2 - 1) | 15e, 33e Choi J.Y. · 35e, 50e Park M.Y. · 58e, (2x)59e Park S.Y. | Arbitrage : Sharne Mayers Qiu Fang | Arbitrage : Sharne Mayers Qiu Fang |
| 9 décembre 2024 16h45 | Rapport                      |         |                                                                  | Arbitrage : Sharne Mayers Qiu Fang | Arbitrage : Sharne Mayers Qiu Fang |

| Match 11               | Hong Kong            | 2 - 0   | Sri Lanka |                                            |                                            |
| 10 décembre 2024 16h45 | Ameerakhera 11e, 52e | (1 - 0) |           | Arbitrage : Liu Yuchen Wassana Pankemthong | Arbitrage : Liu Yuchen Wassana Pankemthong |
| 10 décembre 2024 16h45 | Rapport              |         |           | Arbitrage : Liu Yuchen Wassana Pankemthong | Arbitrage : Liu Yuchen Wassana Pankemthong |

| Match 13               | Japon                               | 4 - 0   | Corée du Sud |                                      |                                      |
| 11 décembre 2024 12h15 | Maruyama 29e, 41e, 54e · Wakasa 38e | (1 - 0) |              | Arbitrage : Shahiela Johari Qiu Fang | Arbitrage : Shahiela Johari Qiu Fang |
| 11 décembre 2024 12h15 | Rapport                             |         |              | Arbitrage : Shahiela Johari Qiu Fang | Arbitrage : Shahiela Johari Qiu Fang |

| Match 14               | Sri Lanka | 0 - 5   | Taipei chinois                                                     |                                              |                                              |
| 11 décembre 2024 14h30 |           | (0 - 3) | 20e Wang T.Y. · 21e, 57e Huang Y.T. · 23e Wang Y.C. · 34e Fan H.Y. | Arbitrage : Khamis Al Balushi Shivani Sharma | Arbitrage : Khamis Al Balushi Shivani Sharma |
| 11 décembre 2024 14h30 | Rapport   |         |                                                                    | Arbitrage : Khamis Al Balushi Shivani Sharma | Arbitrage : Khamis Al Balushi Shivani Sharma |

| Match 17               | Corée du Sud | 12 - 0  | Hong Kong |                                          |                                          |
| 12 décembre 2024 12h15 | Park S.Y. II 9e · Sin H.J. 15e · Park M.Y. 17e, 37e, 40e · Park S.Y. 23e · Kang Y.M. 28e · Choi J.Y. 29e, 39e · Park H.J. 47e, 56e · Park Y.E. 54e | (6 - 0) |           | Arbitrage : Khamis Al Balushi Liu Yuchen | Arbitrage : Khamis Al Balushi Liu Yuchen |
| 12 décembre 2024 12h15 | Rapport |         |           | Arbitrage : Khamis Al Balushi Liu Yuchen | Arbitrage : Khamis Al Balushi Liu Yuchen |

| Match 18               | Taipei chinois | 0 - 6   | Japon                                                               |                                           |                                           |
| 12 décembre 2024 14h30 |                | (0 - 2) | 7e Egashira · 15e Hayasuke · 44e, 59e Ha. Saito · 46e, 54e Maruyama | Arbitrage : Rinky See Wassana Pankemthong | Arbitrage : Rinky See Wassana Pankemthong |
| 12 décembre 2024 14h30 | Rapport        |         |                                                                     | Arbitrage : Rinky See Wassana Pankemthong | Arbitrage : Rinky See Wassana Pankemthong |

## Phase de classement

### Match pour la9eplace
| Match 21               | Bangladesh                                                                 | 8 - 0   | Sri Lanka |                                           |                                           |
| 14 décembre 2024 09h00 | Fatema 8e · Airin 23e, 28e, 31e, 49e · Orpita 44e · Nadira 53e · Sonia 57e | (3 - 0) |           | Arbitrage : Rinky See Wassana Pankemthong | Arbitrage : Rinky See Wassana Pankemthong |
| 14 décembre 2024 09h00 | Rapport                                                                    |         |           | Arbitrage : Rinky See Wassana Pankemthong | Arbitrage : Rinky See Wassana Pankemthong |

### Déroulement
Les quatre équipes qui sont encore en course pour une place qualificative à la Coupe du monde espoirs 2025 sont réparties en deux demi-finales pour la 5e place sur base de leur classement de la phase de groupes. Le troisième de chaque groupe joue contre le quatrième de chaque groupe.
À l'issue des demi-finales pour la 5e place, les deux vainqueurs se qualifient pour le match pour la 5e place tandis que les deux perdants s'affrontent en match pour la 7e place.
Pour le match pour la 5e place, les deux vainqueurs des demi-finales pour la 5e place s'affrontent pour la dernière place directe à la Coupe du monde espoirs 2025. Le vainqueur de ce match se qualifie pour la Coupe du monde espoirs 2025.

### Tableau de classement
|  | Demi-finales pour la 5e place | Demi-finales pour la 5e place | Demi-finales pour la 5e place | Demi-finales pour la 5e place |                        |          | Match pour la 5e place | Match pour la 5e place | Match pour la 5e place | Match pour la 5e place |
|  |                               |                               |                               |                               |                        |          |                        |                        |                        |                        |
|  | 14 décembre 2024              | 14 décembre 2024              | 14 décembre 2024              | 14 décembre 2024              |                        |          | 15 décembre 2024       | 15 décembre 2024       | 15 décembre 2024       | 15 décembre 2024       |
|  | A3                            | Malaisie                      | 11                            | 11                            |                        |          | 15 décembre 2024       | 15 décembre 2024       | 15 décembre 2024       | 15 décembre 2024       |
|  | A3                            | Malaisie                      | 11                            | 11                            |                        |          | 15 décembre 2024       | 15 décembre 2024       | 15 décembre 2024       | 15 décembre 2024       |
|  | B4                            | Hong Kong                     | 0                             | 0                             |                        |          | 15 décembre 2024       | 15 décembre 2024       | 15 décembre 2024       | 15 décembre 2024       |
|  | B4                            | Hong Kong                     | 0                             | 0                             | A3                     | Malaisie | 6                      | 6                      |                        |                        |
|  | 14 décembre 2024              |                               |                               |                               | A3                     | Malaisie | 6                      | 6                      |                        |                        |
|  |                               |                               | A4                            | Thaïlande                     | 0                      | 0        |                        |                        |                        |                        |
|  | B3                            | Taipei chinois                | A4                            | Thaïlande                     | 0                      | 0        | 1                      | 1                      |                        |                        |
|  | B3                            | Taipei chinois                |                               |                               |                        |          |                        | 1                      |                        |                        |
|  | A4                            | Thaïlande                     | 2                             | 2                             |                        |          |                        |                        |                        |                        |
|  | A4                            | Thaïlande                     | 2                             | 2                             | Match pour la 7e place |          |                        |                        |                        |                        |
|  |                               |                               |                               |                               |                        |          |                        |                        |                        |                        |
|  | 15 décembre 2024              |                               |                               |                               |                        |          |                        |                        |                        |                        |
|  | B4                            | Hong Kong                     | 1                             | 1                             |                        |          |                        |                        |                        |                        |
|  | B4                            | Hong Kong                     | 1                             | 1                             |                        |          |                        |                        |                        |                        |
|  | B3                            | Taipei chinois                | 6                             | 6                             |                        |          |                        |                        |                        |                        |
|  | B3                            | Taipei chinois                | 6                             | 6                             |                        |          |                        |                        |                        |                        |

### Demi-finales pour la5eplace
| Match 22               | Taipei chinois | 1 - 2   | Thaïlande                   |                                            |                                            |
| 14 décembre 2024 11h30 | Fan H.Y. 48e   | (0 - 2) | 13e Sudarat · 30e Thanaphon | Arbitrage : Shivani Sharma Shahiela Johari | Arbitrage : Shivani Sharma Shahiela Johari |
| 14 décembre 2024 11h30 | Rapport        |         |                             | Arbitrage : Shivani Sharma Shahiela Johari | Arbitrage : Shivani Sharma Shahiela Johari |

| Match 23               | Malaisie                                                                                            | 11 - 0  | Hong Kong |                                  |                                  |
| 14 décembre 2024 14h00 | Azmyra 4e, 16e, 28e · Azureen 5e · Nurdini 17e · Anith 20e, 45e, 49e · Syakirah 30e, 39e · Siti 54e | (7 - 0) |           | Arbitrage : Jang Heesun Qiu Fang | Arbitrage : Jang Heesun Qiu Fang |
| 14 décembre 2024 14h00 | Rapport                                                                                             |         |           | Arbitrage : Jang Heesun Qiu Fang | Arbitrage : Jang Heesun Qiu Fang |

### Match pour la7eplace
| Match 26               | Taipei chinois                                                                    | 6 - 1   | Hong Kong    |                                                   |                                                   |
| 15 décembre 2024 11h30 | Mao I.H. 8e, 55e · Huang L.H. 27e · Fan H.Y. 42e · Liang Y.C. 54e · Wang Y.C. 55e | (2 - 1) | 4e Wong H.Y. | Arbitrage : Khamis Al Balushi Wassana Pankemthong | Arbitrage : Khamis Al Balushi Wassana Pankemthong |
| 15 décembre 2024 11h30 | Rapport                                                                           |         |              | Arbitrage : Khamis Al Balushi Wassana Pankemthong | Arbitrage : Khamis Al Balushi Wassana Pankemthong |

### Match pour la5eplace
| Match 27               | Thaïlande | 0 - 6   | Malaisie                                                   |                                      |                                      |
| 15 décembre 2024 14h00 |           | (0 - 4) | 2e, 9e, 19e Azureen · 30e, 53e Azmyra · 47e Thibatharshini | Arbitrage : Binish Hayat Jang Heesun | Arbitrage : Binish Hayat Jang Heesun |
| 15 décembre 2024 14h00 | Rapport   |         |                                                            | Arbitrage : Binish Hayat Jang Heesun | Arbitrage : Binish Hayat Jang Heesun |

## Phase finale

### Tableau
|  | Demi-finales     | Demi-finales     | Demi-finales     | Demi-finales     |                               |          | Finale           | Finale           | Finale           | Finale           |
|  |                  |                  |                  |                  |                               |          |                  |                  |                  |                  |
|  | 14 décembre 2024 | 14 décembre 2024 | 14 décembre 2024 | 14 décembre 2024 |                               |          | 15 décembre 2024 | 15 décembre 2024 | 15 décembre 2024 | 15 décembre 2024 |
|  | A1               | Chine            | 4                | 4                |                               |          | 15 décembre 2024 | 15 décembre 2024 | 15 décembre 2024 | 15 décembre 2024 |
|  | A1               | Chine            | 4                | 4                |                               |          | 15 décembre 2024 | 15 décembre 2024 | 15 décembre 2024 | 15 décembre 2024 |
|  | B2               | Corée du Sud     | 1                | 1                |                               |          | 15 décembre 2024 | 15 décembre 2024 | 15 décembre 2024 | 15 décembre 2024 |
|  | B2               | Corée du Sud     | 1                | 1                | A1                            | Chine    | 1 (2)            | 1 (2)            |                  |                  |
|  | 14 décembre 2024 |                  |                  |                  | A1                            | Chine    | 1 (2)            | 1 (2)            |                  |                  |
|  |                  |                  | A2               | Inde             | 1 (3)tab                      | 1 (3)tab |                  |                  |                  |                  |
|  | B1               | Japon            | A2               | Inde             | 1 (3)tab                      | 1 (3)tab | 1                | 1                |                  |                  |
|  | B1               | Japon            |                  |                  |                               |          |                  | 1                |                  |                  |
|  | A2               | Inde             | 3                | 3                |                               |          |                  |                  |                  |                  |
|  | A2               | Inde             | 3                | 3                | Match pour la troisième place |          |                  |                  |                  |                  |
|  |                  |                  |                  |                  |                               |          |                  |                  |                  |                  |
|  | 15 décembre 2024 |                  |                  |                  |                               |          |                  |                  |                  |                  |
|  | B2               | Corée du Sud     | 1 (3)tab         | 1 (3)tab         |                               |          |                  |                  |                  |                  |
|  | B2               | Corée du Sud     | 1 (3)tab         | 1 (3)tab         |                               |          |                  |                  |                  |                  |
|  | B1               | Japon            | 1 (2)            | 1 (2)            |                               |          |                  |                  |                  |                  |
|  | B1               | Japon            | 1 (2)            | 1 (2)            |                               |          |                  |                  |                  |                  |

### Demi-finales
| Match 24               | Japon        | 1 - 3   | Inde                                |                                            |                                            |
| 14 décembre 2024 16h30 | Maruyama 23e | (0 - 3) | 4e Mumtaz · 5e Sakshi · 13e Deepika | Arbitrage : Mazin Al-Shukaili Binish Bayat | Arbitrage : Mazin Al-Shukaili Binish Bayat |
| 14 décembre 2024 16h30 | Rapport      |         |                                     | Arbitrage : Mazin Al-Shukaili Binish Bayat | Arbitrage : Mazin Al-Shukaili Binish Bayat |

| Match 25               | Chine                                                      | 4 - 1   | Corée du Sud  |                                          |                                          |
| 14 décembre 2024 19h00 | Feng Q.M. 6e · Wang L.H. 24e · Lei J.J. 40e · Tan J.Z. 53e | (2 - 0) | 41e Park S.Y. | Arbitrage : Minami Inamoto Sharne Mayers | Arbitrage : Minami Inamoto Sharne Mayers |
| 14 décembre 2024 19h00 | Rapport                                                    |         |               | Arbitrage : Minami Inamoto Sharne Mayers | Arbitrage : Minami Inamoto Sharne Mayers |

### Match pour la3eplace
| Match 28               | Japon                                                                  | 1 - 1             | Corée du Sud                                                                |                                     |                                     |
| 15 décembre 2024 16h30 | Kawaguchi 48e                                                          | (0 - 1)           | 21e Park M.Y.                                                               | Arbitrage : Shivani Sharma Qiu Fang | Arbitrage : Shivani Sharma Qiu Fang |
| 15 décembre 2024 16h30 | Rapport                                                                |                   |                                                                             | Arbitrage : Shivani Sharma Qiu Fang | Arbitrage : Shivani Sharma Qiu Fang |
| 15 décembre 2024 16h30 | Ohtsuka · Takahashi · Kawaguchi · Hamaguchi · Yoshida · ---- · Ohtsuka | Tirs au but 2 - 3 | Ryu E.S. · Park Y.E. · Jang S.A. · Choi J.Y. · Park M.Y. · ---- · Park M.Y. | Arbitrage : Shivani Sharma Qiu Fang | Arbitrage : Shivani Sharma Qiu Fang |

### Finale
| Match 29               | Inde                                         | 1 - 1       | Chine                                                |                                            |                                            |
| 15 décembre 2024 19h00 | Kanika 41e                                   | (0 - 1)     | 30e Tan J.Z.                                         | Arbitrage : Minami Inamoto Shahiela Johari | Arbitrage : Minami Inamoto Shahiela Johari |
| 15 décembre 2024 19h00 | Rapport                                      |             |                                                      | Arbitrage : Minami Inamoto Shahiela Johari | Arbitrage : Minami Inamoto Shahiela Johari |
| 15 décembre 2024 19h00 | Sakshi · Mumtaz · Ishika · Kanika · Sunelita | Tirs au but | Wang L.H. · Hao G.T. · Liu T.J. · Li J.G. · Zuo D.D. | Arbitrage : Minami Inamoto Shahiela Johari | Arbitrage : Minami Inamoto Shahiela Johari |

## Statistiques

### Buteuses

#### 12 buts
- Deepika Sehrawat

#### 9 buts
- Niko Maruyama

#### 8 buts
- Hanami Saito
- Kanika Siwach

#### 7 buts
- Hao Guoting
- Wang Lihang
- Sana Hayasuke
- Park Seoyeon

#### 6 buts
- Tan Jinzhuang
- Choi Jiyun
- Park Migyeong
- Azureen Mohammed
- Fan Huiyun

#### 5 buts
- Mumtaz Khan
- Azmyra Azhairy

#### 4 buts
- Airin Riya
- Sin Hyonji
- Wang Yuchiu

#### 3 buts
- Orpita Pal
- Liang Weizhi
- Lei Jiajing
- Zou Lizhe
- Namie Egashira
- Renon Hamaguchi
- Rei Yoshida
- Sakshi Rana
- Kang Yumin
- Anith Baharudin
- Zati Muhamad
- Syakirah Noor
- Huang Yuting
- Sudarat Nookeaw

#### 2 buts
- Nadira Ema
- Feng Qingmiao
- Li Jingyi
- Ma Xiaoyan
- Haruka Kawaguchi
- Mai Wakasa
- Park Hyeonjeong
- Park Yeongeun
- Ameerakhera Mohammed
- Lai Yahan
- Mao Ihsuan

#### 1 but
- Sonia Khatun
- Fatema Tuzzohora
- Liu Tangjie
- Ma Xuejiao
- Zeng Xueling
- Ai Hiramitsu
- Anzu Matsui
- Yui Takahashi
- Beauty Dungdung
- Lalrinpuii
- Manisha
- Vaishnavi Phalke
- Park Seoyeon II
- Wong Huiyau
- Syahirah Azwan
- Thibatharshini James
- Siti Mohd
- Nurdini Ridzuan
- Adawiyah Suhaimi
- Nazihah Tamijt
- Huang Linghu
- Liang Yuchieh
- Wang Tingya
- Zhu Yichun
- Thanaphon Khamnon

### Classement final
| Rang                         | Groupe | Équipe         | J | G | N | P | BP | BC | Diff | Pts |
| ---------------------------- | ------ | -------------- | - | - | - | - | -- | -- | ---- | --- |
| Médaille d'or, Asie          | A      | Inde T         | 6 | 4 | 1 | 1 | 32 | 5  | +27  | 13  |
| Médaille d'argent, Asie      | A      | Chine          | 6 | 5 | 1 | 0 | 38 | 3  | +35  | 16  |
| Médaille de bronze, Asie     | B      | Corée du Sud   | 6 | 3 | 1 | 2 | 31 | 11 | +20  | 10  |
| 4                            | B      | Japon          | 6 | 4 | 1 | 1 | 40 | 4  | +36  | 13  |
| Éliminés en phase de groupes |        |                |   |   |   |   |    |    |      |     |
| 5                            | A      | Malaisie       | 6 | 4 | 0 | 2 | 26 | 10 | +16  | 12  |
| 6                            | A      | Thaïlande      | 6 | 2 | 0 | 4 | 4  | 28 | -24  | 6   |
| 7                            | B      | Taipei chinois | 6 | 3 | 0 | 3 | 21 | 16 | +5   | 9   |
| 8                            | B      | Hong Kong      | 6 | 1 | 0 | 5 | 3  | 49 | -46  | 3   |
| Éliminés en phase de groupes |        |                |   |   |   |   |    |    |      |     |
| 9                            | A      | Bangladesh     | 5 | 1 | 0 | 4 | 11 | 40 | -29  | 3   |
| 10                           | B      | Sri Lanka      | 5 | 0 | 0 | 5 | 0  | 40 | -40  | 0   |

|  | Nation qualifiée pour la Coupe du monde espoirs 2025 en tant que les 3 meilleures équipes continentales |
|  | Nation qualifiée pour la Coupe du monde espoirs 2025 en tant que quota supplémentaire                   |